# Campionats d'Europa de ciclisme de muntanya
Els campionats d'Europa de ciclisme de muntanya són organitzats per la Unió Europea de Ciclisme i tenen lloc cada any, en un país diferent. Es realitzen en sis disciplines del ciclisme de muntanya (camp a través, camp a través per eliminació, descens, marató, Four Cross i trial)

## Palmarès Camp a través

### Elit masculí
| Any  | Or                        | Plata                | Bronze                 |
| 1989 | Roger Honegger            | Philippe Perakis     | Erich Übelhardt        |
| 1990 | No disputat               | No disputat          | No disputat            |
| 1991 | Erich Übelhardt           | Mario Noris          | Thomas Frischknecht    |
| 1992 | Erich Übelhardt           | Gerhard Zadrobilek   | Lorenz Saurer          |
| 1993 | Thomas Frischknecht       | Daniele Bruschi      | Petr Hric              |
| 1994 | Albert Iten               | Gary Foord           | Benny Heylen           |
| 1995 | Jean-Christophe Savignoni | Luca Bramati         | Christophe Dupouey     |
| 1996 | Christophe Dupouey        | Hubert Pallhuber     | Cyrille Bonnand        |
| 1997 | Lennie Kristensen         | Luca Bramati         | Beat Wabel             |
| 1998 | Christophe Dupouey        | Bas van Dooren       | Thomas Frischknecht    |
| 1999 | Miguel Martinez           | Grégory Vollet       | Roberto Lezaun Zubiria |
| 2000 | Filip Meirhaeghe          | Bart Brentjens       | Roel Paulissen         |
| 2001 | Bart Brentjens            | José Antonio Hermida | Lado Fumic             |
| 2002 | José Antonio Hermida      | Lado Fumic           | Roel Paulissen         |
| 2003 | Ralph Näf                 | Julien Absalon       | Lado Fumic             |
| 2004 | José Antonio Hermida      | Lado Fumic           | Ralph Näf              |
| 2005 | Jean-Christophe Péraud    | Julien Absalon       | Marco Bui              |
| 2006 | Julien Absalon            | Christoph Sauser     | Ralph Näf              |
| 2007 | José Antonio Hermida      | Julien Absalon       | Fredrik Kessiakoff     |
| 2008 | Florian Vogel             | Christoph Sauser     | Jakob Fuglsang         |
| 2009 | Ralph Näf                 | José Antonio Hermida | Sven Nys               |
| 2010 | Jaroslav Kulhavý          | Lukas Flückiger      | Marco Aurelio Fontana  |
| 2011 | Jaroslav Kulhavý          | Julien Absalon       | Florian Vogel          |
| 2012 | Moritz Milatz             | Sergio Mantecón      | Ralph Näf              |
| 2013 | Julien Absalon            | Nino Schurter        | Marco Aurelio Fontana  |
| 2014 | Julien Absalon            | Fabian Giger         | Jan Škarnitzl          |
| 2015 | Julien Absalon            | Lukas Flückiger      | Manuel Fumic           |
| 2016 | Julien Absalon            | Fabian Giger         | Ondrej Cink            |
| 2017 | Florian Vogel             | Julien Absalon       | Manuel Fumic           |

### Sub-23 masculí
| Any  | Or                   | Plata                   | Bronze              |
| 1996 | Miguel Martinez      | Dario David Cioni       | Thomas Dietsch      |
| 1997 | Miguel Martinez      | Filippo Belloni         | José Márquez        |
| 1998 | Christoph Sauser     | Roel Paulissen          | Thomas Hochstrasser |
| 1999 | Haakon Austad        | Julien Absalon          | Martino Fruet       |
| 2000 | José Antonio Hermida | Haakon Austad           | Thijs Al            |
| 2001 | Julien Absalon       | Thijs Al                | Peter Riis Andersen |
| 2002 | Julien Absalon       | Florian Vogel           | Iñaki Lejarreta     |
| 2003 | Michael Weiss        | Carlos Coloma           | Manuel Fumic        |
| 2004 | Manuel Fumic         | Iñaki Lejarreta         | Florian Vogel       |
| 2005 | Rudi van Houts       | Jakob Fuglsang          | Yury Trofimov       |
| 2006 | Nino Schurter        | Rudi van Houts          | Tony Longo          |
| 2007 | Nino Schurter        | Jaroslav Kulhavý        | Jakob Fuglsang      |
| 2008 | Nino Schurter        | Stéphane Tempier        | Mathias Flückiger   |
| 2009 | Fabian Giger         | Thomas Litscher         | Lukas Kaufmann      |
| 2010 | Mathias Flückiger    | Niels Wubben            | Patrick Gallati     |
| 2011 | Gerhard Kerschbaumer | Henk Jaap Moorlag       | Thomas Litscher     |
| 2012 | Ondřej Cink          | Michiel van der Heijden | Luca Braidot        |
| 2013 | Jordan Sarrou        | Jens Schuermans         | Hugo Drechou        |
| 2014 | Jordan Sarrou        | Michiel van der Heijden | Bart De Vocht       |
| 2015 | Pablo Rodríguez      | Grant Ferguson          | Jens Schuermans     |
| 2016 | Victor Koretzky      | Titouan Carod           | Marcel Guerrini     |
| 2017 | Gioele Bertolini     | Nadir Colledani         | Simon Andreassen    |

### Júnior masculí
| Any  | Or                   | Plata                   | Bronze                  |
| 1992 | Dario Acquaroli      | Wolfram Kurschat        | Filippo Belloni         |
| 1993 | Dario Acquaroli      | Dennis Hummelsiep       | Johan van de Ven        |
| 1994 | Miguel Martinez      | Thomas Hochstrasser     | Thomas Kalberer         |
| 1995 | Thomas Kalberer      | Martino Fruet           | Erik Jungåker           |
| 1996 | Håkon Austad         | Mikael Reynaud          | Leonardo Zanotti        |
| 1997 | Mathias Mende        | Yohann Vachette         | Fredrik Modin           |
| 1998 | Julien Absalon       | Gustav-Erik Larsson     | Tomas Trunschka         |
| 1999 | Nicolas Fillippi     | Rémy Grosdidier         | Florian Vogel           |
| 2000 | Liam Killeen         | Florian Vogel           | Pavel Boudny            |
| 2001 | Jukka Vastaranta     | Lars Petter Nordhaug    | Jorg Graf               |
| 2002 | Thomas Lövkvist      | Jaroslav Kulhavý        | Yury Trofimov           |
| 2003 | Jaroslav Kulhavý     | Jakob Fuglsang          | Hans Becking            |
| 2004 | Nino Schurter        | Lukas Hanus             | Hans Becking            |
| 2005 | Patrik Gallati       | Martin Fanger           | Anders Hovdenes         |
| 2006 | Mathias Flückiger    | Alexis Vuillermoz       | Pascal Meyer            |
| 2007 | Thomas Litscher      | Fabien Canal            | Peter Sagan             |
| 2008 | Peter Sagan          | Mykhaylo Batsutsa       | Matthias Rupp           |
| 2009 | Gerhard Kerschbaumer | Michiel van der Heijden | Martin Gluth            |
| 2010 | Roger Walder         | Maximilian Vieider      | Michiel van der Heijden |
| 2011 | Jens Schuermans      | Grant Ferguson          | Maxime Urruty           |
| 2012 | Romain Seigle        | Titouan Carod           | Andri Frischknecht      |
| 2013 | Lukas Baum           | Gioele Bertolini        | Niels Rasmussen         |
| 2014 | Simon Andreassen     | Luca Schwarzbauer       | Milan Vader             |
| 2015 | Simon Andreassen     | Antoine Philipp         | Maximilian Brandl       |
| 2016 | Thomas Bonnet        | Vital Albin             | Axel Zingle             |
| 2017 | Jofre Cullell        | Alexandre Balmer        | Benjamin Le Ny          |

### Elit femení
| Any  | Or                     | Plata                  | Bronze                 |
| 1991 | Chantal Daucourt       | Silvia Fürst           | Giovanna Bonazzi       |
| 1992 | Silvia Fürst           | Cornelia Sulzer        | Chantal Daucourt       |
| 1993 | Chantal Daucourt       | Caroline Alexander     | Cornelia Sulzer        |
| 1994 | Paola Pezzo            | Sophie Hosotte-Eglin   | Maria Paola Turcutto   |
| 1995 | Caroline Alexander     | Sílvia Rovira Planas   | Nina Aarrestad         |
| 1996 | Paola Pezzo            | Nadia De Negri         | Silvia Fürst           |
| 1997 | Chantal Daucourt       | Alla Epifanova         | Annabella Stopparo     |
| 1998 | Laurence Leboucher     | Gunn-Rita Dahle        | Margarita Fullana      |
| 1999 | Paola Pezzo            | Barbara Blatter        | Margarita Fullana      |
| 2000 | Laurence Leboucher     | Paola Pezzo            | Caroline Alexander     |
| 2001 | Laurence Leboucher     | Sabine Spitz           | Irina Kalentieva       |
| 2002 | Gunn-Rita Dahle        | Laurence Leboucher     | Sabine Spitz           |
| 2003 | Gunn-Rita Dahle        | Irina Kalentieva       | Margarita Fullana      |
| 2004 | Gunn-Rita Dahle        | Maja Włoszczowska      | Sabine Spitz           |
| 2005 | Gunn-Rita Dahle        | Maja Włoszczowska      | Margarita Fullana      |
| 2006 | Margarita Fullana      | Gunn-Rita Dahle Flesjå | Sabine Spitz           |
| 2007 | Sabine Spitz           | Irina Kalentieva       | Kateřina Nash          |
| 2008 | Sabine Spitz           | Irina Kalentieva       | Gunn-Rita Dahle Flesjå |
| 2009 | Maja Włoszczowska      | Irina Kalentieva       | Sabine Spitz           |
| 2010 | Katrin Leumann         | Maja Włoszczowska      | Eva Lechner            |
| 2011 | Gunn-Rita Dahle Flesjå | Maja Włoszczowska      | Tanja Žakelj           |
| 2012 | Gunn-Rita Dahle Flesjå | Esther Süss            | Sabine Spitz           |
| 2013 | Tanja Žakelj           | Eva Lechner            | Maja Włoszczowska      |
| 2014 | Tanja Žakelj           | Blaža Klemenčič        | Maja Włoszczowska      |
| 2015 | Jolanda Neff           | Eva Lechner            | Blaza Klemencic        |
| 2016 | Jolanda Neff           | Annika Langvad         | Sabine Spitz           |
| 2017 | Yana Belomoyna         | Linda Indergand        | Gunn-Rita Dahle        |

### Sub-23 femení
| Any  | Or                     | Plata              | Bronze          |
| 2006 | Sarah Koba             | Tereza Huříková    | Eva Lechner     |
| 2007 | Eva Lechner            | Elisabeth Osl      | Tereza Huříková |
| 2008 | Nathalie Schneitter    | Tanja Žakelj       | Tereza Huříková |
| 2009 | Aleksandra Dawidowicz  | Alexandra Engen    | Julie Bresset   |
| 2010 | Alexandra Engen        | Kathrin Stirnemann | Tanja Žakelj    |
| 2011 | Julie Bresset          | Annie Last         | Elisabeth Sveum |
| 2012 | Jolanda Neff           | Paula Gorycka      | Anne Terpstra   |
| 2013 | Yana Belomoyna         | Jenny Rissveds     | Helen Grobert   |
| 2014 | Pauline Ferrand-Prévot | Jolanda Neff       | Helen Grobert   |
| 2015 | Perrine Clauzel        | Margot Moschetti   | Monika Żur      |
| 2016 | Sina Frei              | Jenny Rissveds     | Evie Richards   |
| 2017 | Sina Frei              | Alessandra Keller  | Anne Tauber     |

### Júnior femení
| Any  | Or                     | Plata                 | Bronze              |
| 2001 | Maja Włoszczowska      | Pavla Havlíková       | Petra Bublova       |
| 2002 | Bettina Schmid         | Eva Lechner           | Petra Bublova       |
| 2003 | Bettina Schmid         | Tereza Huříková       | Marianne Vos        |
| 2004 | Emilie Siegenthaler    | Tereza Huříková       | Nathalie Schneitter |
| 2005 | Marlena Pyrgies        | Aleksandra Dawidowicz | Julie Krasniak      |
| 2006 | Tanja Žakelj           | Julie Krasniak        | Alexandra Engen     |
| 2007 | Kathrin Stirnemann     | Barbara Benkó         | Ines Thoma          |
| 2008 | Mona Eiberweiser       | Alla Boyko            | Kajsa Snihs         |
| 2009 | Pauline Ferrand-Prévot | Michelle Hediger      | Anne Terpstra       |
| 2010 | Linda Indergand        | Helen Grobert         | Johanna Techt       |
| 2011 | Jolanda Neff           | Linda Indergand       | Johanna Techt       |
| 2012 | Jenny Rissveds         | Margot Moschetti      | Sofia Wiedenroth    |
| 2013 | Malene Degn            | Sofia Wiedenroth      | Alessandra Keller   |
| 2014 | Alessandra Keller      | Nicole Koller         | Sina Frei           |
| 2015 | Sina Frei              | Nicole Koller         | Ida Jansson         |
| 2016 | Sophie Wright          | Hélène Clauzel        | Caroline Bohé       |
| 2017 | Laura Stigger          | Loana Lecomte         | Caroline Bohe       |

### Relleus
| Any  | Or                                                                                              | Plata | Bronze                                                                                        |
| 2002 | França · Julien Absalon · Jean-Eudes Demaret · Laurence Leboucher · Cédric Ravanel              | Suïssa · Florian Vogel · Barbara Blatter · Lukas Flückiger · Thomas Kalberer                                      | Txèquia · Milan Spesny · Jaroslav Kulhavý · Ilona Bublova · Tomas Vokroulik                   |
| 2003 | Suïssa · Ralph Näf · Balz Weber · Nino Schurter · Barbara Blatter                               | Polònia · Marcin Karczynski · Piotr Formicki · Anna Szafraniec · Kryspin Pyrgies                                  | Espanya · Carlos Coloma · Ángel Espigares · Marga Fullana · José Antonio Hermida              |
| 2004 | Suïssa · Ralph Näf · Nino Schurter · Petra Henzi · Florian Vogel                                | Alemanya · Yvonne Kraft · Moritz Milatz · Stefan Sahm · Andi Weinhold                                             | Espanya · Iñaki Lejarreta · Marga Fullana · José Antonio Hermida · Miguel Vallés              |
| 2005 | Itàlia · Marco Bui · Toni Longo · Eva Lechner · Johannes Schweiggl                              | Suïssa · Nino Schurter · Martin Fanger · Petra Henzi · Florian Vogel                                              | Suècia · Emil Lindgren · Mattias Wengelin · Maria Östergren · Fredrik Kessiakoff              |
| 2006 | Suïssa · Ralph Näf · Petra Henzi · Martin Fanger · Nino Schurter                                | França · Cédric Ravanel · Séverine Hansen · Alexis Vuillermoz · Stéphane Tempier                                  | Suècia · Fredrik Kessiakoff · Emil Lindgren · Maria Ostergren · Matthias Wengelin             |
| 2007 | Suïssa · Florian Vogel · Thomas Litscher · Petra Henzi · Nino Schurter                          | França · Alexis Vuillermoz · Fabien Canal · Cécile Ravanel · Cédric Ravanel                                       | Itàlia · Yader Zoli · Andrea Tiberi · Francesco Aulino · Eva Lechner                          |
| 2008 | França · Jean-Christophe Péraud · Arnaud Jouffroy · Laurence Leboucher · Alexis Vuillermoz      | Itàlia · Marco Aurelio Fontana · Gerhard Kerschbaumer · Eva Lechner · Cristian Cominelli                          | Suècia · Emil Lindgren · Alexandra Engen · Olof Jonsson · Alexander Wetterhall                |
| 2009 | Suècia · Emil Lindgren · Tobias Ludvigsson · Matthias Wengelin · Alexandra Engen                | Suïssa · Thomas Litscher · Ralph Näf · Roger Walder · Nathalie Schneitter                                         | Països Baixos · Michiel van der Heijden · Rudi van Houts · Irjan Luttenberg · Sanne Paasen    |
| 2010 | Suïssa · Thomas Litscher · Ralph Näf · Roger Walder · Katrin Leumann                            | Itàlia · Marco Aurelio Fontana · Maximilian Vieider · Eva Lechner · Gerhard Kerschbaumer                          | Txèquia · Ondřej Cink · Tomáš Paprstka · Tereza Huríková · Jan Škarnitzl                      |
| 2011 | França · Fabien Canal · Victor Koretzky · Julie Bresset · Maxime Marotte                        | Suïssa · Thomas Litscher · Lars Forster · Nathalie Schneitter · Martin Gujan                                      | Itàlia · Marco Aurelio Fontana · Gerhard Kerschbaumer · Lorenzo Samparisi · Eva Lechner       |
| 2012 | Itàlia · Michele Casagrande · Gioele Bertolini · Eva Lechner · Luca Braidot                     | Suïssa · Martin Gujan · Katrin Leumann · Matthias Stirnemann · Dominic Zumstein                                   | Països Baixos · Michiel van der Heijden · Jesper Slik · Anne Terpstra · Henk-Jaap Moorlag     |
| 2013 | Itàlia · Gioele Bertolini · Eva Lechner · Marco Aurelio Fontana · Gerhard Kerschbaumer          | Suïssa · Reto Indergand · Dominic Grab · Jolanda Neff · Nino Schurter                                             | Txèquia · Jan Nesvadba · Jan Vastl · Kateřina Nash · Ondřej Cink                              |
| 2014 | França · Jordan Sarrou · Hugo Pigeon · Margot Moschetti · Maxime Marotte                        | Alemanya · Ben Zwiehoff · Tobias Eise · Helen Grobert · Moritz Milatz                                             | Itàlia · Maximilian Vieider · Moreno Pellizzon · Lisa Rabensteiner · Marco Aurelio Fontana    |
| 2015 | Alemanya · Maximilian Brandl · Ben Zwiehoff · Helen Grobert · Manuel Fumic                      | Suïssa · Reto Indergand · Arnaud Hertling · Esther Süss · Andri Frischknecht                                      | Txèquia · Jan Vastl · Matej Prudek · Barbora Prudkova · Jaroslav Kulhavy                      |
| 2016 | Suïssa · Marcel Guerrini · Vital Albin · Jolanda Neff · Lars Forster                            | França · Victor Koretzky · Axel Zingle · Pauline Ferrand-Prévot · Jordan Sarrou                                   | Alemanya · Georg Egger · Niklas Schehl · Sabine Spitz · Ben Zwiehoff                          |
| 2017 | Suïssa · Filippo Colombo · Joel Roth · Linda Indergand · Alessandra Keller · Andri Frischknecht | Dinamarca · Sebastian Fini Carstensen · Alexander Young Andersen · Caroline Bohe · Simon Andreassen · Malene Degn | Itàlia · Gerhard Kerschbaumer · Chiara Teocchi · Juri Zanotti · Marika Tovo · Nadir Colledani |

## Palmarès Camp a través per eliminació

### Masculí
| Any  | Or                    | Plata             | Bronze            |
| 2013 | Daniel Federspeil     | Miha Halzer       | Sepp Freiburghaus |
| 2014 | Daniel Federspeil     | Ralph Näf         | Fabrice Mels      |
| 2015 | Jeroen Van Eck        | Heiko Hog         | Marcel Wildhaber  |
| 2016 | Emil Linde            | Daniel Federspiel | Martin Setterberg |
| 2017 | Titouan Perrin Ganier | Daniel Federspiel | Jeroen van Eck    |

### Femení
| Any  | Or                 | Plata              | Bronze             |
| 2013 | Jenny Rissveds     | Kathrin Stirnemann | Ramona Forchini    |
| 2014 | Kathrin Stirnemann | Linda Indergand    | Alexandra Engen    |
| 2015 | Kathrin Stirnemann | Anna Oberparleiter | Chiara Teocchi     |
| 2016 | Iryna Popova       | Anne Terpstra      | Anna Oberparleiter |
| 2017 | Kathrin Stirnemann | Barbora Prudkova   | Anne Terpstra      |

## Palmarès Descens

### Elit masculí
| Any     | Or                  | Plata                | Bronze            |
| 1991    | Christian Taillefer | Philippe Perakis     | Albert Iten       |
| 1992    | Jürgen Sprich       | Albert Iten          | Paul Herijgers    |
| 1993    | Jürgen Sprich       | Bruno Zanchi         | Vincent Julliot   |
| 1994    | Nicolas Vouilloz    | Tommy Johansson      | Corrado Hérin     |
| 1995    | François Gachet     | Nicolas Vouilloz     | Alexandre Balaud  |
| 1996    | Tomàs Misser        | Jürgen Beneke        | Gianluca Bonanomi |
| 1997    | Nicolas Vouilloz    | Corrado Hérin        | Jürgen Beneke     |
| 1998    | Nicolas Vouilloz    | Corrado Hérin        | Jürgen Beneke     |
| 1999    | Bruno Zanchi        | René Wildhaber       | Kristian Eriksson |
| 2000    | Steve Peat          | Nicolas Vouilloz     | Fabien Barel      |
| 2001    | Filip Polc          | Corrado Herin        | Cédric Gracia     |
| 2002    | No disputat         | No disputat          | No disputat       |
| 2003    | Julien Camelini     | Mickael Pascal       | Michael Deldycke  |
| 2004    | Steve Peat          | Fabien Barel         | Julien Camelini   |
| 2005    | Fabien Barel        | Marc Beaumont        | Steve Peat        |
| 2006    | Gee Atherton        | Marc Beaumont        | Fabien Barel      |
| 2007    | David Vázquez       | Pasqual Canals       | Florent Payet     |
| 2008    | Florent Payet       | Damien Spagnolo      | Nick Beer         |
| 2009    | Nick Beer           | Aurélien Giordanengo | Rémi Thirion      |
| 2010    | Robin Wallner       | Nick Beer            | Markus Pekoll     |
| 2011-12 | No disputat         | No disputat          | No disputat       |
| 2013    | Markus Pekoll       | Manuel Gruber        | Miran Vauh        |
| 2014    | No disputat         | No disputat          | No disputat       |
| 2015    | Jure Zabjek         | Slawomir Lukasik     | Lutz Weber        |
| 2016    | Slawomir Lukasik    | Lutz Weber           | Wojciech Czermak  |
| 2017    | Florent Payet       | Slawomir Lukasik     | Loris Revelli     |

### Elit femení
| Any     | Or                     | Plata            | Bronze            |
| 1991    | Giovanna Bonazzi       | Nathalie Fiat    | Sophie Kempf      |
| 1992    | Susi Buchwieser        | Giovanna Bonazzi | Sophie Kempf      |
| 1993    | Giovanna Bonazzi       | Brigitte Kasper  | Rita Buergi       |
| 1994    | Anne-Caroline Chausson | Giovanna Bonazzi | Brigitte Kasper   |
| 1995    | Anne-Caroline Chausson | Giovanna Bonazzi | Nina Aarrestad    |
| 1996    | Anne-Caroline Chausson | Nolvenn Le Caër  | Mercedes González |
| 1997    | Anne-Caroline Chausson | Nolvenn Le Caër  | Giovanna Bonazzi  |
| 1998    | Anne-Caroline Chausson | Katja Repo       | Regina Stiefl     |
| 1999    | Florentina Moser       | Malin Lindgren   | Tracy Moseley     |
| 2000    | Tracy Moseley          | Sabrina Jonnier  | Céline Gros       |
| 2001    | Sarah Stieger          | Fionn Griffiths  | Tracy Moseley     |
| 2002    | No disputat            | No disputat      | No disputat       |
| 2003    | Anne-Caroline Chausson | Marielle Saner   | Nolvenn Le Caër   |
| 2004    | Anne-Caroline Chausson | Marielle Saner   | Tracy Moseley     |
| 2005    | Anne-Caroline Chausson | Sabrina Jonnier  | Marielle Saner    |
| 2006    | Rachel Atherton        | Marielle Saner   | Helen Gaskell     |
| 2007    | Sabrina Jonnier        | Céline Gros      | Rachel Seydoux    |
| 2008    | Sabrina Jonnier        | Petra Bernhard   | Floriane Pugin    |
| 2009    | Floriane Pugin         | Emmeline Ragot   | Céline Gros       |
| 2010    | Myriam Nicole          | Floriane Pugin   | Anita Ager-Wick   |
| 2011-12 | No disputat            | No disputat      | No disputat       |
| 2013    | Emmeline Ragot         | Morgane Charre   | Eva Dimitrova     |
| 2014    | No disputat            | No disputat      | No disputat       |
| 2015    | Jana Bartova           | Veronika Widmann | Eleonora Farina   |
| 2016    | Marine Cabirou         | Monika Hrastnik  | Lea Rutz          |
| 2017    | Eleonora Farina        | Alia Marcellini  | Marine Cabirou    |

### Júnior femení
| Any     | Or                  | Plata           | Bronze             |
| 2010    | Fanny Lombard       | Julie Berteaux  | Kim Annika Schauff |
| 2011-14 | No disputat         | No disputat     | No disputat        |
| 2015    | Simona Porubanova   | Hanna Kurek     |                    |
| 2017    | Beatrice Migliorini | Mélanie Chappaz | Flora Lesoin       |

## Palmarès Camp a través en marató

### Elit masculí
| Any  | Or               | Plata               | Bronze             |
| 2002 | Mauro Bettin     | Thomas Dietsch      | Roman Rametsteiner |
| 2003 | Thomas Dietsch   | Martin Kraler       | Jure Golčer        |
| 2004 | Thomas Dietsch   | Roland Stauder      | Alban Lakata       |
| 2005 | Hannes Genze     | Andreas Kugler      | Sandro Späth       |
| 2006 | Ralph Näf        | Thomas Stoll        | Andreas Kugler     |
| 2007 | Christoph Sauser | Christoph Soukup    | Moritz Milatz      |
| 2008 | Alban Lakata     | Peter Riis Andersen | Urs Huber          |
| 2009 | Allan Oras       | Kalle Kriit         | Caspar Austa       |
| 2010 | Ralph Näf        | Mirko Celestino     | Andreas Kugler     |
| 2011 | Alexey Medvedev  | Jukka Vastaranta    | Tim Bohme          |
| 2012 | Kristian Hynek   | Pavel Boudny        | Alban Lakata       |
| 2013 | Alban Lakata     | Christoph Sauser    | Kristian Hynek     |
| 2014 | Christoph Sauser | Jaroslav Kulhavý    | Christoph Soukup   |
| 2015 | Jaroslav Kulhavý | Kristian Hynek      | Sascha Weber       |
| 2016 | Peeter Pruus     | Tiago Ferreira      | Kristian Hynek     |
| 2017 | Tiago Ferreira   | Alban Lakata        | Karl Platt         |

### Sub-23 masculí
| Any  | Or               | Plata             | Bronze             |
| 2008 | Jakob Nimpf      | Daniel Federspiel | Vivien Legastelois |
| 2010 | Konny Looser     | Matthias Leisling | Lorenzo Martelli   |
| 2011 | No disputat      | No disputat       | No disputat        |
| 2012 | Simon Stiebjahn  | Marek Rauchfuss   | Marcus Nicolai     |
| 2013 | Bartlomiej Wawak | Enea Vetsch       | Christian Pfäffle  |

### Elit femení
| Any  | Or                     | Plata                  | Bronze                |
| 2002 | Andrea Huser           | Gunn-Rita Dahle        | Petra Schörkmayer     |
| 2003 | Birgit Juengst         | Gunn-Rita Dahle        | Sandra Klose          |
| 2004 | Blaža Klemenčič        | Sandra Klose           | Ilona Bublova         |
| 2005 | Pia Sundstedt          | Birgit Juengst         | Blaža Klemenčič       |
| 2006 | Gunn-Rita Dahle Flesjå | Pia Sundstedt          | Dolores Maechler-Rupp |
| 2007 | Sabine Spitz           | Ariëlle van Meurs      | Esther Süss           |
| 2008 | Esther Süss            | Pia Sundstedt          | Antonia Wipfli        |
| 2009 | Gunn-Rita Dahle Flesjå | Maja Włoszczowska      | Ivanda Eiduka         |
| 2010 | Esther Süss            | Gunn-Rita Dahle Flesjå | Pia Sundstedt         |
| 2011 | Pia Sundstedt          | Sally Bigham           | Elena Giacomuzzi      |
| 2012 | Pia Sundstedt          | Sally Bigham           | Silke Schmidt         |
| 2013 | Esther Süss            | Sally Bigham           | Sabine Spitz          |
| 2014 | Tereza Huříková        | Sally Bigham           | Borghild Løvset       |
| 2015 | Sabine Spitz           | Jolanda Neff           | Esther Süss           |
| 2016 | Sally Bigham           | Jennie Stenerhag       | Katazina Sosna        |
| 2017 | Christina Kollmann     | Clàudia Galícia        | Angelika Tazreiter    |

## Palmarès Four Cross

### Masculí
| Any  | Or             | Plata              | Bronze            |
| 2003 | Michal Prokop  | Lukas Tamme        | Dale Holmes       |
| 2004 | Michal Prokop  | Lukas Tamme        | Leiv Ove Nordmark |
| 2006 | Joost Wichman  | Scott Beaumont     | Guido Tschugg     |
| 2008 | Joost Wichman  | Romain Saladini    | Dominik Gspan     |
| 2009 | Michal Prokop  | Roger Rinderknecht | Tomáš Slavík      |
| 2010 | Joost Wichman  | Tomáš Slavík       | Jurg Meijer       |
| 2011 | No disputat    | No disputat        | No disputat       |
| 2012 | Felix Beckeman | Marek Peško        | Lukáš Mechura     |
| 2013 | Jakub Riha     | Giovanny Pozzoni   | Miran Vauh        |

### Femení
| Any  | Or                     | Plata                 | Bronze                |
| 2003 | Anne-Caroline Chausson | Laetitia Le Corguille | Jana Horakova         |
| 2004 | Anne-Caroline Chausson | Jana Horakova         | Laetitia Le Corguille |
| 2008 | Sabrina Jonnier        | Céline Gros           | Rachel Seydoux        |
| 2009 | Anita Molcik           | Rachel Seydoux        | Lucia Oetjen          |
| 2010 | Romana Labounkova      | Anita Molcik          | Anneke Beerten        |
| 2011 | No disputat            | No disputat           | No disputat           |
| 2012 | Katy Curd              | Anita Molcik          | Lucia Oetjen          |
| 2013 | Emmeline Ragot         | Morgane Charre        | Tereza Votavova       |

## Palmarès Dual Slalom

### Masculí
| Any  | Or               | Plata          | Bronze         |
| 1998 | Michael Maroši   | Guido Tschugg  | Gerwin Peters  |
| 1999 | Mickael Deldycke | Michael Maroši | Jani Vesikko   |
| 2000 | Mickael Deldycke | Steve Peat     | Karim Amour    |
| 2001 | Cédric Gracia    | Karim Amour    | Scott Beaumont |

### Femení
| Any  | Or                     | Plata            | Bronze           |
| 1998 | Anne-Caroline Chausson | Helen Mortimer   | Giovanna Bonazzi |
| 1999 | Tracy Moseley          | Helena Kurandová | Sofia Fagerström |
| 2000 | Céline Gros            | Nolvenn Lecaer   | Sarah Stieger    |
| 2001 | Sabrina Jonnier        | Fionn Griffiths  | Tracy Moseley    |

## Palmarès Trial

### Elit masculí - 20 polçades
| Any  | Or               | Plata            | Bronze           |
| 2008 | Rafał Kumorowski | Benito Ros       | Marco Thomä      |
| 2009 | Daniel Comas     | Benito Ros       | Rafał Kumorowski |
| 2010 | Benito Ros       | Abel Mustieles   | Rafał Kumorowski |
| 2011 | Daniel Comas     | Benito Ros       | Abel Mustieles   |
| 2012 | Abel Mustieles   | Vincent Hermance | Benito Ros       |
| 2013 | Abel Mustieles   | Ion Areitio      | Rick Koekoek     |
| 2014 | Abel Mustieles   | Benito Ros       | Rick Koekoek     |
| 2015 | Benito Ros       | Abel Mustieles   | Alex Rudeau      |
| 2016 | Abel Mustieles   | Benito Ros       | Joachim Nymann   |

### Elit masculí - 26 polçades
| Any  | Or                 | Plata               | Bronze              |
| 2003 | Vincent Hermance   | Kenny Belaey        | Juan de la Peña     |
| 2004 | Vincent Hermance   | Marc Caisso         | Kenny Belaey        |
| 2005 | Kenny Belaey       | Vincent Hermance    | Rafał Kumorowski    |
| 2006 | Kenny Belaey       | Vincent Hermance    | Daniel Comas        |
| 2007 | Vincent Hermance   | Kenny Belaey        | Gilles Coustellier  |
| 2008 | Gilles Coustellier | Giacomo Coustellier | Vincent Hermance    |
| 2009 | Gilles Coustellier | Kenny Belaey        | Vincent Hermance    |
| 2010 | Gilles Coustellier | Kenny Belaey        | Vincent Hermance    |
| 2011 | Kenny Belaey       | Vincent Hermance    | Gilles Coustellier  |
| 2012 | Gilles Coustellier | Hannes Herrmann     | Guillaume Dunand    |
| 2013 | Gilles Coustellier | Vincent Hermance    | Aurelien Fontenoy   |
| 2014 | Gilles Coustellier | Kenny Belaey        | Vincent Hermance    |
| 2015 | Jack Carthy        | Vincent Hermance    | Giacomo Coustellier |
| 2016 | Gilles Coustellier | Vincent Hermance    | Aurelien Fontenoy   |

### Junior masculí - 20 polçades
| Any  | Or             | Plata              | Bronze           |
| 2011 | Raphael Pils   | Alessandro Bertola | Filip Mrugała    |
| 2012 | Raphael Pils   | Hannes Herrmann    | Guillaume Dunand |
| 2013 | Dominik Oswald | Lucas Krell        | Bernat Seuba     |
| 2014 | Dominik Oswald | Alessio Povolo     | Sebastian Krell  |
| 2015 | Dominik Oswald | Sebastián Ruiz     | Nicolas Fleury   |
| 2016 | Eloi Palau     | Sebastián Ruiz     | Samuel Hlavaty   |

### Junior masculí - 26 polçades
| Any  | Or             | Plata            | Bronze              |
| 2011 | Robin Fix      | David Bonzon     | Yann Dunant         |
| 2012 | David Bonzon   | Eloi Pare        | Clément Meot        |
| 2013 | Jack Carthy    | Jeremy Descloux  | Jonathan Sandritter |
| 2014 | Jack Carthy    | Sergi Llongueras | Nicolas Vallée      |
| 2015 | Nicolas Vallée | Jordi Araque     | Tom Blaser          |
| 2016 | Nicolas Vallée | Jordi Araque     | Noah Cardona        |

### Femení
| Any  | Or                | Plata             | Bronze            |
| 2006 | Mireia Abant      | Karin Moor        | Julie Pesenti     |
| 2007 | Mireia Abant      | Karin Moor        | Gemma Abant       |
| 2008 | Karin Moor        | Julie Pesenti     | Mireia Abant      |
| 2009 | Karin Moor        | Mireia Abant      | Gemma Abant       |
| 2010 | Karin Moor        | Gemma Abant       | Mireia Abant      |
| 2011 | Karin Moor        | Romina Fix        | Gemma Abant       |
| 2012 | Tatiana Janíčková | Gemma Abant       | Andrea Wesp       |
| 2013 | Gemma Abant       | Tatiana Janíčková | Mireia Abant      |
| 2014 | Tatiana Janíčková | Gemma Abant       | Nina Reichenbach  |
| 2015 | Tatiana Janíčková | Nina Reichenbach  | Kristina Sykorova |
| 2016 | Tatiana Janíčková | Nina Reichenbach  | Debi Studer       |